# Camp de blat amb corbs
El Camp de blat amb corbs és una pintura a l'oli realitzada pel pintor neerlandès Vincent van Gogh, el juliol de 1890.
Els crítics i historiadors d'art, generalment, veuen en aquest quadre una representació de l'estat d'ànim de van Gogh: amoïnat—el cel fosc i amenaçador--, indecís—els tres camins anant en diferents direccions--, i amb pressentiments, fins i tot de mort—els corbs negres. Van Gogh se suïcidava pocs dies després d'haver-lo pintat.
Es creu que és l'última obra de van Gogh abans de la seva mort, i n'hi ha que sostenen fins i tot que el seu suïcidi, d'un tret al cap, va ser mentre el pintava. És amb aquesta tesi que es presenta a la pel·lícula La Vida Apassionada de Vincent van Gogh. Tanmateix, no hi ha cap prova que permeti de sostenir-ho, atès que altres especialistes atribueixen a van Gogh set quadres més realitzats després d'aquest, a banda que el pintor no es va disparar pas al cap, sinó al pit.
Aquesta pintura, avui, forma part de la col·lecció del Museu Van Gogh, d'Amsterdam.